# Sebedín-Bečov
Sebedín-Bečov é um município da Eslováquia localizado no distrito de Banská Bystrica, região de Banská Bystrica.

## Demografia
| Ano:        | 1994 | 2004    | 2014   | 2024   |
| ----------- | ---- | ------- | ------ | ------ |
| Broj ljudi: | 324  | 397     | 369    | 360    |
| Razlika:    |      | +22,53% | -7,05% | -2,43% |

| Ano:               | 2023 | 2024   |
| ------------------ | ---- | ------ |
| Número de pessoas: | 354  | 360    |
| Diferença:         |      | +1,69% |